# 스텔라 아르투아

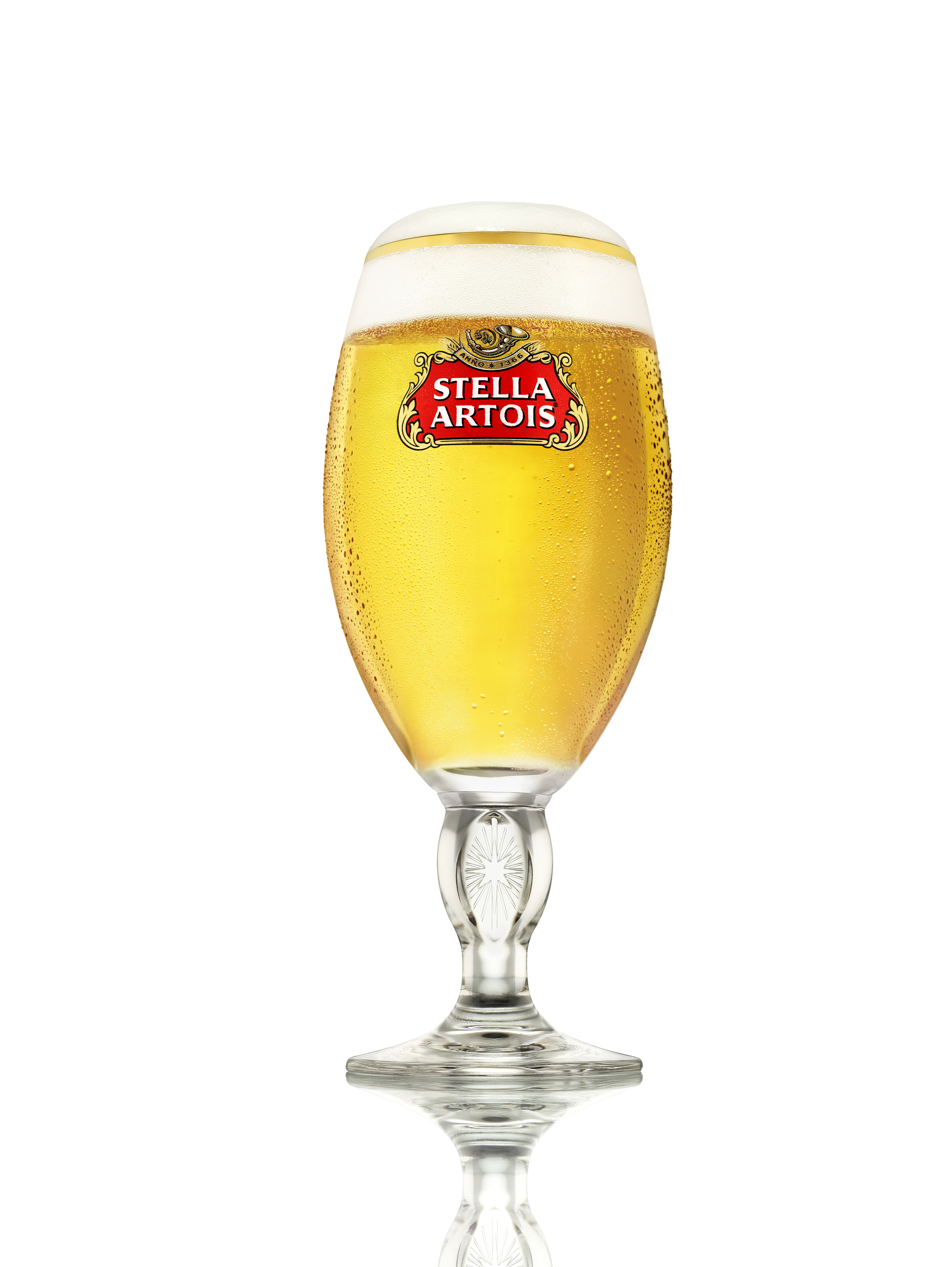

스텔라 아르투아(Stella Artois)는 벨기에의 맥주 브랜드이다. 발상 도시는 벨기에의 뢰번이다.

## 특징
- 옥수수가 첨가되어 있어 단맛이 강하다.
- 최고급 홉인 사츠 홉을 사용한다.
- 드라이하며, 진한 꽃향기가 난다.
- 알코올 함량 : 5%
- 어느 순간부터 옥수수가 빠졌고 독일에서 생산되고 있다.(벨기에에서 생산되는 제품도 옥수수가 빠졌다.)
- 한국에서는 OB맥주가 생산하고 있다.

## 수출
네덜란드, 룩셈부르크, 영국, 프랑스 등에 수출하고 있으며 대한민국에서는 OB맥주를 통해 유통되고 있다.

## 생산
250 ml 병, 275 ml 병, 284 ml 병, 330 ml 병, 330 ml 캔, 440 ml 캔, 500 ml 캔, 660 ml 병, 700 ml 병, 740 ml 캔, 985 ml 병, 1 litre 병으로 생산되고 있으며, "La Grande Bière"라는 이름으로 568ml의 크기로 스텔라 아르투아 특유의 크기의 캔으로도 생산되고 있다.